# Юрченково (Волчанский район)
Юрченково (укр. Юрченкове) — село, Юрченковский сельский совет, Волчанский район, Харьковская область, Украина.
Код КОАТУУ — 6321689601. Население по переписи 2001 года составляет 933 (426/507 м/ж) человека.
Является административным центром Юрченковского сельского совета, в который, кроме того, входит село
Шевченково.

## Географическое положение
Село Юрченково находится на расстоянии в 1 км от пгт Белый Колодезь, в 3-х км от реки Польная.
На расстоянии в 1-м км проходит железная дорога, ближайшая станция Белый Колодезь.
Рядом проходит автомобильная дорога Т-2104.

## История
- 1780 — дата основания.
- При СССР в селе действовал колхоз имени Димитрова.[1]

## Экономика
- В селе есть молочно-товарная ферма.
- ЗАО «Сельхозкорм».
- «МОЛНИЯ-1», сельскохозяйственное ЧП.

## Достопримечательности
- Братская могила советских воинов.